# 海草郡
海草郡（日语：／ Kaisō gun */?）是位於日本和歌山縣西北部的郡。
現轄有以下1町：
- 紀美野町

在1896年成立之時的轄區包括現在的和歌山市大部分地區、海南市西部和中部地區和有田市西北部的小部分沿海地區。

## 歷史

### 變遷表

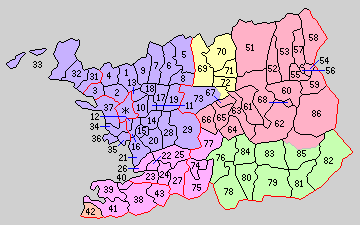
1896年海草郡轄下的行政區劃：
1.楠見村、2.野崎村、3.松江村、4.貴志村、5.山口村、6.紀伊村、7.直川村、8.川永村、9.有功村、10.宮村、11.鳴神村、12.岡町村、13.中之島村、14.岡崎村、15.三田村、16.宮前村、17.西和佐村、18.四箇郷村、19.和佐村、20.安原村、21.紀三井寺村、22.日方町、23.內海村、24.大野村、25.龜川村、26.黑江村、27.巽村、28.西山東村、29.東山東村、31.木之本村、32.西脇野村、33.加太村、34.雜賀村、35.和歌村、36.雜賀崎村、37.湊村、38.加茂村、39.大崎村、40.鹽津村、41.下津町、42.椒村、43.仁義村
（紫色：現屬和歌山市、桃色：現屬海南市、橙色：現屬有田市、綠色：現屬紀美野町、＊：當時的和歌山市、51 - 73屬那賀郡、74 - 85當時屬那賀郡，後來併入海草郡）

- 1896年4月1日：名草郡和海部郡合併為海草郡，同時日方村改制為日方町（日语：日方 (海南市)）；海草郡下轄：楠見村（日语：楠見村）、野崎村（日语：野崎村_(和歌山県)）、松江村（日语：松江村 (和歌山県)）、貴志村（日语：貴志村 (和歌山県)）、山口村（日语：山口村 (和歌山県)）、紀伊村（日语：紀伊村 (和歌山県)）、直川村（日语：直川村 (和歌山県)）、川永村（日语：川永村）、有功村（日语：有功村）、宮村（日语：宮村 (和歌山県)）、鳴神村（日语：鳴神_(和歌山市)）、岡町村（日语：岡町村）、中之島村（日语：中之島 (和歌山市)）、岡崎村（日语：岡崎村 (和歌山県)）、三田村（日语：三田村 (和歌山県)）、宮前村（日语：宮前村 (和歌山県)）、西和佐村（日语：西和佐村）、四箇鄉村（日语：四箇郷村）、和佐村（日语：和佐村）、安原村（日语：安原村 (和歌山県)）、紀三井寺村（日语：紀三井寺町）、日方村（日语：日方 (海南市)）、內海村（日语：内海町 (和歌山県)）、大野村（日语：大野村 (和歌山県)）、龜川村（日语：亀川村）、黑江村（日语：黒江町）、巽村（日语：巽村）、西山東村（日语：西山東村）、東山東村（日语：東山東村）、木之本村（日语：木ノ本村）、西脇野村（日语：西脇町 (和歌山県)）、加太村（日语：加太町）、雜賀村（日语：雑賀村）、和歌村（日语：和歌浦）、雜賀崎村（日语：雑賀崎村）、湊村（日语：湊村 (和歌山県海草郡)）、加茂村（日语：加茂村 (和歌山県)）、大崎村（日语：大崎町 (和歌山県)）、鹽津村（日语：下津町塩津）、濱中村（日语：下津町）、椒村（日语：初島町）、仁義村（日语：仁義村）。（1町41村）
- 1896年7月7日：黑江村改制為黑江町（日语：黒江町）。（2町40村）
- 1897年9月1日：實施郡制（日语：郡制）。
- 1899年3月16日：和歌村改制並改名為和歌浦町（日语：和歌浦）。（3町39村）
- 1899年4月1日：加太村改制為加太町（日语：加太町）。（4町38村）
- 1921年2月11日：内海村改制為內海町（日语：内海町 (和歌山県)）。（5町37村）
- 1923年4月1日：廢除郡會和郡參事會。
- 1926年7月1日：廢除郡役所，此後郡不再作為行政區劃，只作為地名的表示。
- 1927年4月1日：雜賀村被併入和歌山市。（5町36村）
- 1927年11月1日：宮村被併入和歌山市。（5町35村）
- 1933年6月1日：和歌浦町、鳴神村、中之島村、岡町村、四箇郷村、雜賀崎村、宮前村被併入和歌山市。（4町29村）
- 1934年5月1日：黑江町、內海町、日方町、大野村合併為海南市，並脫離海草郡的管轄。（1町28村）
- 1935年2月11日：紀三井寺村改制為紀三井寺町（日语：紀三井寺町）。（2町27村）
- 1938年6月1日：濱中村改制並改名為下津町（日语：下津町）。（3町26村）
- 1940年2月1日：湊村、野崎村、三田村被併入和歌山市。（3町23村）
- 1940年4月1日：紀三井寺町被併入和歌山市。（2町23村）
- 1942年7月1日：松江村、木之本村、貴志村、楠見村被併入和歌山市。（3町19村）
- 1951年10月1日：原屬那賀郡的中野上村（日语：中野上村）、南野上村（日语：南野上村）、北野上村（日语：北野上村）、東野上町（日语：野上町 (和歌山県)）、小川村（日语：小川村 (和歌山県海草郡)）、下神野村（日语：下神野村）、上神野村（日语：上神野村）、猿川村（日语：国吉村 (和歌山県)）、長谷毛原村（日语：長谷毛原村）、志賀野村（日语：志賀野村）、真國村（日语：真国村）、細野村（日语：細野村 (和歌山県)）改隸屬海草郡；同時猿川村改名為國吉村（日语：国吉村 (和歌山県)）。（4町30村）
- 1953年1月1日：椒村改制並改名為初島町（日语：初島町）。（5町29村）
- 1953年2月1日：大崎村改制為大崎町（日语：大崎町 (和歌山県)）。（6町28村）
- 1954年1月1日：西脇野村改制並改名為西脇町（日语：西脇町 (和歌山県)）。（7町27村）
- 1955年1月1日：西和佐村和岡崎村被併入和歌山市。（7町25村）
- 1955年2月1日：下津町、大崎町、鹽津村、加茂村、仁義村合併為新設立的下津町。（6町22村）
- 1955年4月1日：志賀野村被併入東野上町，同時東野上町改名為野上町（日语：野上町 (和歌山県)）。（6町21村）
- 1955年4月10日：巽村、龜川村、北野上村、中野上村、南野上村被併入海南市。（6町16村）
- 1955年4月16日：野上町和小川村合併為新設立的野上町。（6町15村）
- 1955年6月1日：下神野村、上神野村、國吉村、長谷毛原村、真國村合併為美里町（日语：美里町_(和歌山県)）。（6町10村）
- 1956年9月1日：西脇町、和佐村、安原村、西山東村、東山東村被併入和歌山市。（5町6村）
- 1957年8月1日：細野村被廢除，轄區分別被併入美里町和那賀郡桃山町（日语：桃山町）。（5町5村）
- 1958年4月1日：有功村、直川村、川永村被併入和歌山市。（5町2村）
- 1958年7月1日：加太町被併入和歌山市。（4町2村）
- 1959年1月1日：山口村被併入和歌山市。（4町1村）
- 1959年4月1日：紀伊村被併入和歌山市。（4町）
- 1962年8月1日：初島町被併入有田市。[1]（3町）
- 2005年4月1日：下津町和海南市合併為新設立的海南市。[2]（2町）
- 2006年1月1日：野上町和美里町合併為紀美野町。[3]（1町）

| 1897年4月1日     | 1897年 - 1912年                    | 1912年 - 1944年                    | 1912年 - 1944年                 | 1912年 - 1944年                 | 1945年 - 1954年                  | 1955年 - 1989年                  | 1955年 - 1989年                 | 1989年 - 現在                | 現在                         |
| ---------------- | ---------------------------------- | ---------------------------------- | ------------------------------- | ------------------------------- | -------------------------------- | -------------------------------- | ------------------------------- | ---------------------------- | ---------------------------- |
| 和歌山市         | 和歌山市                           | 和歌山市                           | 和歌山市                        | 和歌山市                        | 和歌山市                         | 和歌山市                         | 和歌山市                        | 和歌山市                     | 和歌山市                     |
| 雜賀村           | 雜賀村                             | 1927年4月1日 併入和歌山市          | 和歌山市                        | 和歌山市                        | 和歌山市                         | 和歌山市                         | 和歌山市                        | 和歌山市                     | 和歌山市                     |
| 宮村             | 宮村                               | 1927年11月1日 併入和歌山市         | 和歌山市                        | 和歌山市                        | 和歌山市                         | 和歌山市                         | 和歌山市                        | 和歌山市                     | 和歌山市                     |
| 鳴神村           | 鳴神村                             | 鳴神村                             | 1933年6月1日 併入和歌山市       | 和歌山市                        | 和歌山市                         | 和歌山市                         | 和歌山市                        | 和歌山市                     | 和歌山市                     |
| 岡町村           |                                    |                                    | 1933年6月1日 併入和歌山市       | 和歌山市                        | 和歌山市                         | 和歌山市                         | 和歌山市                        | 和歌山市                     | 和歌山市                     |
| 中之島村         |                                    |                                    | 1933年6月1日 併入和歌山市       | 和歌山市                        | 和歌山市                         | 和歌山市                         | 和歌山市                        | 和歌山市                     | 和歌山市                     |
| 宮前村           |                                    |                                    | 1933年6月1日 併入和歌山市       | 和歌山市                        | 和歌山市                         | 和歌山市                         | 和歌山市                        | 和歌山市                     | 和歌山市                     |
| 四箇鄉村         |                                    |                                    | 1933年6月1日 併入和歌山市       | 和歌山市                        | 和歌山市                         | 和歌山市                         | 和歌山市                        | 和歌山市                     | 和歌山市                     |
| 和歌村           | 1899年3月16日 改制並改名為和歌浦町 | 1899年3月16日 改制並改名為和歌浦町 | 1933年6月1日 併入和歌山市       | 和歌山市                        | 和歌山市                         | 和歌山市                         | 和歌山市                        | 和歌山市                     | 和歌山市                     |
| 雜賀崎村         |                                    |                                    | 1933年6月1日 併入和歌山市       | 和歌山市                        | 和歌山市                         | 和歌山市                         | 和歌山市                        | 和歌山市                     | 和歌山市                     |
| 野崎村           | 野崎村                             | 野崎村                             | 野崎村                          | 1940年2月1日 併入和歌山市       | 和歌山市                         | 和歌山市                         | 和歌山市                        | 和歌山市                     | 和歌山市                     |
| 三田村           |                                    |                                    |                                 | 1940年2月1日 併入和歌山市       | 和歌山市                         | 和歌山市                         | 和歌山市                        | 和歌山市                     | 和歌山市                     |
| 湊村             |                                    |                                    |                                 | 1940年2月1日 併入和歌山市       | 和歌山市                         | 和歌山市                         | 和歌山市                        | 和歌山市                     | 和歌山市                     |
| 紀三井寺村       | 紀三井寺村                         | 紀三井寺村                         | 1935年2月11日 改制為紀三井寺町  | 1940年4月1日 併入和歌山市       | 和歌山市                         | 和歌山市                         | 和歌山市                        | 和歌山市                     | 和歌山市                     |
| 楠見村           | 楠見村                             | 楠見村                             | 楠見村                          | 1942年7月1日 併入和歌山市       | 和歌山市                         | 和歌山市                         | 和歌山市                        | 和歌山市                     | 和歌山市                     |
| 松江村           |                                    |                                    |                                 | 1942年7月1日 併入和歌山市       | 和歌山市                         | 和歌山市                         | 和歌山市                        | 和歌山市                     | 和歌山市                     |
| 貴志村           |                                    |                                    |                                 | 1942年7月1日 併入和歌山市       | 和歌山市                         | 和歌山市                         | 和歌山市                        | 和歌山市                     | 和歌山市                     |
| 木之本村         |                                    |                                    |                                 | 1942年7月1日 併入和歌山市       | 和歌山市                         | 和歌山市                         | 和歌山市                        | 和歌山市                     | 和歌山市                     |
| 岡崎村           | 岡崎村                             | 岡崎村                             | 岡崎村                          | 岡崎村                          | 岡崎村                           | 1955年1月1日 併入和歌山市        | 和歌山市                        | 和歌山市                     | 和歌山市                     |
| 西和佐村         |                                    |                                    |                                 |                                 |                                  | 1955年1月1日 併入和歌山市        | 和歌山市                        | 和歌山市                     | 和歌山市                     |
| 和佐村           | 和佐村                             | 和佐村                             | 和佐村                          | 和佐村                          | 和佐村                           | 和佐村                           | 1956年9月1日 併入和歌山市       | 和歌山市                     | 和歌山市                     |
| 安原村           |                                    |                                    |                                 |                                 |                                  |                                  | 1956年9月1日 併入和歌山市       | 和歌山市                     | 和歌山市                     |
| 西山東村         |                                    |                                    |                                 |                                 |                                  |                                  | 1956年9月1日 併入和歌山市       | 和歌山市                     | 和歌山市                     |
| 東山東村         |                                    |                                    |                                 |                                 |                                  |                                  | 1956年9月1日 併入和歌山市       | 和歌山市                     | 和歌山市                     |
| 西脇野村         | 西脇野村                           | 西脇野村                           | 西脇野村                        | 西脇野村                        | 1954年1月1日 改制並改名為西脇町  | 1954年1月1日 改制並改名為西脇町  | 1956年9月1日 併入和歌山市       | 和歌山市                     | 和歌山市                     |
| 直川村           | 直川村                             | 直川村                             | 直川村                          | 直川村                          | 直川村                           | 直川村                           | 1958年4月1日 併入和歌山市       | 和歌山市                     | 和歌山市                     |
| 川永村           |                                    |                                    |                                 |                                 |                                  |                                  | 1958年4月1日 併入和歌山市       | 和歌山市                     | 和歌山市                     |
| 有功村           |                                    |                                    |                                 |                                 |                                  |                                  | 1958年4月1日 併入和歌山市       | 和歌山市                     | 和歌山市                     |
| 加太村           | 1899年4月1日 改制為加太町          | 1899年4月1日 改制為加太町          | 1899年4月1日 改制為加太町       | 1899年4月1日 改制為加太町       | 1899年4月1日 改制為加太町        | 1899年4月1日 改制為加太町        | 1958年7月1日 併入和歌山市       | 和歌山市                     | 和歌山市                     |
| 山口村           | 山口村                             | 山口村                             | 山口村                          | 山口村                          | 山口村                           | 山口村                           | 1959年1月1日 併入和歌山市       | 和歌山市                     | 和歌山市                     |
| 紀伊村           | 紀伊村                             | 紀伊村                             | 紀伊村                          | 紀伊村                          | 紀伊村                           | 紀伊村                           | 1959年4月1日 併入和歌山市       | 和歌山市                     | 和歌山市                     |
| 椒村             | 椒村                               | 椒村                               | 椒村                            | 椒村                            | 1953年1月1日 改制並改名為初島町  | 1953年1月1日 改制並改名為初島町  | 1962年8月1日 併入有田市         | 1962年8月1日 併入有田市      | 1962年8月1日 併入有田市      |
| 大崎村           | 大崎村                             | 大崎村                             | 大崎村                          | 大崎村                          | 1953年2月1日 改制為大崎町        | 1955年2月1日 合併為下津町        | 1955年2月1日 合併為下津町       | 2005年4月1日 合併為海南市    | 2005年4月1日 合併為海南市    |
| 鹽津村           |                                    |                                    |                                 |                                 |                                  | 1955年2月1日 合併為下津町        | 1955年2月1日 合併為下津町       | 2005年4月1日 合併為海南市    | 2005年4月1日 合併為海南市    |
| 濱中村           | 濱中村                             | 濱中村                             | 1938年6月1日 改制並改名為下津町 | 1938年6月1日 改制並改名為下津町 | 1938年6月1日 改制並改名為下津町  | 1955年2月1日 合併為下津町        | 1955年2月1日 合併為下津町       | 2005年4月1日 合併為海南市    | 2005年4月1日 合併為海南市    |
| 仁義村           |                                    |                                    |                                 |                                 |                                  | 1955年2月1日 合併為下津町        | 1955年2月1日 合併為下津町       | 2005年4月1日 合併為海南市    | 2005年4月1日 合併為海南市    |
| 加茂村           |                                    |                                    |                                 |                                 |                                  | 1955年2月1日 合併為下津町        | 1955年2月1日 合併為下津町       | 2005年4月1日 合併為海南市    | 2005年4月1日 合併為海南市    |
| 日方村           | 1896年4月1日 改制為日方町          | 1896年4月1日 改制為日方町          | 1934年5月1日 合併為海南市       | 1934年5月1日 合併為海南市       | 1934年5月1日 合併為海南市        | 1934年5月1日 合併為海南市        | 海南市                          | 2005年4月1日 合併為海南市    | 2005年4月1日 合併為海南市    |
| 內海村           | 內海村                             | 1921年2月11日 改制為內海町         | 1934年5月1日 合併為海南市       | 1934年5月1日 合併為海南市       | 1934年5月1日 合併為海南市        | 1934年5月1日 合併為海南市        | 海南市                          | 2005年4月1日 合併為海南市    | 2005年4月1日 合併為海南市    |
| 大野村           |                                    |                                    | 1934年5月1日 合併為海南市       | 1934年5月1日 合併為海南市       | 1934年5月1日 合併為海南市        | 1934年5月1日 合併為海南市        | 海南市                          | 2005年4月1日 合併為海南市    | 2005年4月1日 合併為海南市    |
| 黑江村           | 1896年7月7日 改制為黑江町          | 1896年7月7日 改制為黑江町          | 1934年5月1日 合併為海南市       | 1934年5月1日 合併為海南市       | 1934年5月1日 合併為海南市        | 1934年5月1日 合併為海南市        | 海南市                          | 2005年4月1日 合併為海南市    | 2005年4月1日 合併為海南市    |
| 龜川村           | 龜川村                             | 龜川村                             | 龜川村                          | 龜川村                          | 龜川村                           | 1955年4月10日 併入海南市         | 海南市                          | 2005年4月1日 合併為海南市    | 2005年4月1日 合併為海南市    |
| 巽村             |                                    |                                    |                                 |                                 |                                  | 1955年4月10日 併入海南市         | 海南市                          | 2005年4月1日 合併為海南市    | 2005年4月1日 合併為海南市    |
| 那賀郡中野上村   | 那賀郡中野上村                     | 那賀郡中野上村                     | 那賀郡中野上村                  | 那賀郡中野上村                  | 1951年10月1日 海草郡中野上村     | 1955年4月10日 併入海南市         | 海南市                          | 2005年4月1日 合併為海南市    | 2005年4月1日 合併為海南市    |
| 那賀郡南野上村   | 那賀郡南野上村                     | 那賀郡南野上村                     | 那賀郡南野上村                  | 那賀郡南野上村                  | 1951年10月1日 海草郡南野上村     | 1955年4月10日 併入海南市         | 海南市                          | 2005年4月1日 合併為海南市    | 2005年4月1日 合併為海南市    |
| 那賀郡北野上村   | 那賀郡北野上村                     | 那賀郡北野上村                     | 那賀郡北野上村                  | 那賀郡北野上村                  | 1951年10月1日 海草郡北野上村     | 1955年4月10日 併入海南市         | 海南市                          | 2005年4月1日 合併為海南市    | 2005年4月1日 合併為海南市    |
| 那賀郡東野上村   | 那賀郡東野上村                     | 1927年1月1日 改制為東野上町        | 1927年1月1日 改制為東野上町     | 1927年1月1日 改制為東野上町     | 1951年10月1日 海草郡東野上町     | 1955年4月1日 改名為野上町        | 1955年4月16日 合併為野上町      | 2006年1月1日 合併為紀美野町  | 2006年1月1日 合併為紀美野町  |
| 那賀郡志賀野村   | 那賀郡志賀野村                     | 那賀郡志賀野村                     | 那賀郡志賀野村                  | 那賀郡志賀野村                  | 1951年10月1日 海草郡志賀野村     | 1955年4月1日 併入東野上町        | 1955年4月16日 合併為野上町      | 2006年1月1日 合併為紀美野町  | 2006年1月1日 合併為紀美野町  |
| 那賀郡小川村     | 那賀郡小川村                       | 那賀郡小川村                       | 那賀郡小川村                    | 那賀郡小川村                    | 1951年10月1日 海草郡小川村       | 1951年10月1日 海草郡小川村       | 1955年4月16日 合併為野上町      | 2006年1月1日 合併為紀美野町  | 2006年1月1日 合併為紀美野町  |
| 那賀郡下神野村   | 那賀郡下神野村                     | 那賀郡下神野村                     | 那賀郡下神野村                  | 那賀郡下神野村                  | 1951年10月1日 海草郡下神野村     | 1951年10月1日 海草郡下神野村     | 1955年6月1日 合併為美里町       | 2006年1月1日 合併為紀美野町  | 2006年1月1日 合併為紀美野町  |
| 那賀郡上神野村   | 那賀郡上神野村                     | 那賀郡上神野村                     | 那賀郡上神野村                  | 那賀郡上神野村                  | 1951年10月1日 海草郡上神野村     | 1951年10月1日 海草郡上神野村     | 1955年6月1日 合併為美里町       | 2006年1月1日 合併為紀美野町  | 2006年1月1日 合併為紀美野町  |
| 那賀郡猿川村     | 那賀郡猿川村                       | 那賀郡猿川村                       | 那賀郡猿川村                    | 那賀郡猿川村                    | 1951年10月1日 改名為海草郡國吉村 | 1951年10月1日 改名為海草郡國吉村 | 1955年6月1日 合併為美里町       | 2006年1月1日 合併為紀美野町  | 2006年1月1日 合併為紀美野町  |
| 那賀郡長谷毛原村 | 那賀郡長谷毛原村                   | 那賀郡長谷毛原村                   | 那賀郡長谷毛原村                | 那賀郡長谷毛原村                | 1951年10月1日 海草郡長谷毛原村   | 1951年10月1日 海草郡長谷毛原村   | 1955年6月1日 合併為美里町       | 2006年1月1日 合併為紀美野町  | 2006年1月1日 合併為紀美野町  |
| 那賀郡真國村     | 那賀郡真國村                       | 那賀郡真國村                       | 那賀郡真國村                    | 那賀郡真國村                    | 1951年10月1日 海草郡真國村       | 1951年10月1日 海草郡真國村       | 1955年6月1日 合併為美里町       | 2006年1月1日 合併為紀美野町  | 2006年1月1日 合併為紀美野町  |
| 那賀郡細野村     | 那賀郡細野村                       | 那賀郡細野村                       | 那賀郡細野村                    | 那賀郡細野村                    | 1951年10月1日 海草郡細野村       | 1951年10月1日 海草郡細野村       | 1957年8月1日 併入美里町         | 2006年1月1日 合併為紀美野町  | 2006年1月1日 合併為紀美野町  |
| 那賀郡細野村     | 那賀郡細野村                       | 那賀郡細野村                       | 那賀郡細野村                    | 那賀郡細野村                    | 1951年10月1日 海草郡細野村       | 1951年10月1日 海草郡細野村       | 1957年8月1日 併入那賀郡桃山町   | 2005年11月7日 合併為紀之川市 | 2005年11月7日 合併為紀之川市 |
| 那賀郡安樂川村   | 那賀郡安樂川村                     | 那賀郡安樂川村                     | 那賀郡安樂川村                  | 那賀郡安樂川村                  | 1953年1月1日 改制為安樂川町      | 1953年1月1日 改制為安樂川町      | 1956年8月1日 合併為那賀郡桃山町 | 2005年11月7日 合併為紀之川市 | 2005年11月7日 合併為紀之川市 |
| 那賀郡奧安樂川村 |                                    |                                    |                                 |                                 |                                  |                                  | 1956年8月1日 合併為那賀郡桃山町 | 2005年11月7日 合併為紀之川市 | 2005年11月7日 合併為紀之川市 |
| 那賀郡調月村     |                                    |                                    |                                 |                                 |                                  |                                  | 1956年8月1日 合併為那賀郡桃山町 | 2005年11月7日 合併為紀之川市 | 2005年11月7日 合併為紀之川市 |